# Praemallaspis rhombodera
Praemallaspis rhombodera är en skalbaggsart som först beskrevs av Bates 1879. Praemallaspis rhombodera ingår i släktet Praemallaspis och familjen långhorningar.
Artens utbredningsområde är:
- Costa Rica.
- Nicaragua.
- Panama.
- Venezuela.

Inga underarter finns listade i Catalogue of Life.